# اچ‌دی ۱۸۱۷۲۰
اچ‌دی ۱۸۱۷۲۰ یک ستاره است که در صورت فلکی کمان قرار دارد.